# Georg Johann von Wrede
Georg Johann Nepomuk Maria von Wrede (Heidelberg, 4 dicembre 1765 – Buda, 3 aprile 1843) è stato un militare austriaco. Fu attivo durante le guerre rivoluzionarie francesi e durante le guerre napoleoniche.

## Biografia
Nacque ad Heidelberg il 4 dicembre 1765. Secondo di tre figli, suo fratello minore fu il ben più noto generale Carl Philipp von Wrede. Entrò in servizio nell'esercito imperiale austriaco nel 1782 come semplice cavaliere dell'8° reggimento di ussari Nauendrof. Le promozioni a sottotenente e a tenente seguirono, rispettivamente, nel 1784 e nel 1787. Partecipò in seguito alla guerra della Prima coalizione, distinguendosi per il coraggio dimostrato in un'azione del reggimento di ussari Wurmser nei pressi di Mannheim nell'ottobre 1795. Prima di tale data, aveva già ottenuto il titolo di Freiherr, ottenuto dopo la morte del padre. Promosso a capitano nel 1797, partecipò alla guerra della Seconda coalizione, nella quale vinse uno scontro tra cavallerie contro il futuro maresciallo Soult. Promosso a maggiore nel 1801, si trovava in Italia al termine del conflitto.
Ottenne due nuove promozioni a tenente colonnello nel 1805 e a colonnello tra il 1807 ed il 1808. Ottenne il grado di maggior generale nel 1809. Quattro anni più tardi, nel 1813, fu messo al comando di una delle brigate di cavalleria dell'esercito austriaco al comando del generale Hiller, destinato ad invadere l'Italia a breve. La sua brigata si distinse in particolar modo durante la battaglia del Mincio, quando i suoi uomini e quelli del tenente maresciallo Merville tennero occupate le forze di Eugenio di Beauharnais per diverse ore, evitando una disastrosa sconfitta all'esercito del generale Bellegarde.
Terminata la guerra, nel 1819, ottenne dalla corona francese il titolo di Ufficiale della Legion d'onore. Due anni dopo, fu promosso a tenente maresciallo. Dopo quarant'anni di servizio nell'esercito, si ritirò nel 1823. Morì a Buda il 3 aprile 1843.

## Matrimonio e discendenza
Si sposò con Julie Zarka de Lukafalva (1781-1847), da cui ebbe una figlia, Sophie Katherine Josephine (1811-1876).